# Compañeros (serie de televisión)
Compañeros es una serie de televisión de comedia dramática española producida por Atresmedia en colaboración con Globomedia  emitida por Antena 3 desde el 25 de marzo de 1998 hasta el 16 de julio de 2002.

## Sinopsis
La serie se convirtió en un fenómeno de masas y marcó a toda una generación.Se centra en el colegio concertado Azcona (ficticio); y refleja los conflictos, esperanzas y frustraciones de estudiantes, profesores y de sus familias.La mayor parte de la trama se centra en las relaciones sentimentales que se establecen entre ellos pero, a medida que avanza la serie, la historia sale de las aulas para ahondar en la vida de cada miembro del grupo. Drogas, embarazos no deseados y violencia de género son algunos de los temas que incluye, convirtiéndola en un drama familiar que intentaba reflejar los problemas de la actualidad.

## La serie
A pesar de unos inicios algo preocupantes porque la audiencia no era todo lo alta que se esperaba, en la segunda temporada y coincidiendo con el cambio de Concha Velasco por Beatriz Carvajal la serie fue subiendo lentamente en número de espectadores. Sin embargo, no fue hasta la 3ª temporada cuando se convirtió en la serie más vista junto a Médico de Familia, Periodistas (ambas de Globomedia) y Manos a la obra, también de Antena 3.
A partir de ahí el fenómeno fan fue creciendo cada vez más, publicándose un libro y rodándose una película (No te fallaré) dirigida por Manuel Ríos San Martín con los mismos personajes, que fue uno de los éxitos del año 2001.
La pandilla encabezada por Valle y Quimi (Eva Santolaria y Antonio Hortelano) grabó 95 capítulos de aventuras y drama social entremezclado con comedia y siempre acompañados por actores como Miguel Rellán, María Garralón, Beatriz Carvajal, Tina Sáinz o Francis Lorenzo, entre otros. 
Por todo esto, Compañeros se convirtió en una serie familiar, no solo una serie orientada al público juvenil, llegando a tener más de 6.500.000 espectadores en el capítulo 53, el más visto, en el que secuestraban el colegio. La emisión de este episodio coincidió casualmente con la entrega del Premio Ondas 1999 que recibió la serie y sirvió para dar a conocer a algunos de los personajes de otra serie de Antena 3, Policías, en el corazón de la calle, que se estrenaría poco después.
La pandilla terminó el colegio como era natural y se tuvo que buscar a unos nuevos chicos que protagonizaran la serie. Tras un larguísimo casting aparecieron David Janer y Begoña Maestre como cabezas de la nueva pandilla (Martín y Duna). La nueva pandilla sobrevivió 26 capítulos aunque los índices de audiencia bajaron la segunda temporada al enfrentarse a Operación Triunfo, que acaparó grandes cuotas de pantalla.
Antena 3 y Globomedia decidieron terminar la serie en julio de 2002 (en el episodio 121) con unos últimos capítulos que alcanzaron una media de 22,5% de share.
Como curiosidad, en el capítulo 8 de la tercera temporada, en la carrera de motos entre Quimi y Eloy, se puede ver brevemente la furgoneta de "Manolo y compañía", de la serie "Manos a la obra" (1997 - 2001), emitida en la misma cadena y en la que Antonio Hortelano tuvo un papel en un capítulo de la primera temporada
Está disponible a la venta la 1.ª temporada de la serie en DVD.

## Equipo técnico
- Directores: Manuel Ríos San Martín, Manuel Valdivia, Guillermo Fernández Groizard, César Rodríguez,  César Vidal Gil, Pablo Barrera, Jesús del Cerro, Víctor Cabaco y José Ramón Ayerra.

- Ayudantes de dirección: Víctor Cabaco, Patricia Guadaña.

- Guionistas: Nuria Bueno, Luis Canut, Pedro García Ríos, Manuel Feijóo, Rubén Pacheco, Mónica Martín Grande, Chus Vallejo, Manuel Ríos San Martín, Juanma Ruiz Córdoba, Tatiana Rodríguez, Ramón Paso, Nicolás Romero, Guillermo Cisneros, Carmen Montesa, José Luis Cristiano, Manuel Valdivia, Nacho Cabaha, César Vidal Gil, M. Santar, Ignasi García, M. A. Sánchez.

- Productores: Pedro García Caja, Casilda de la Pisa, Lucía Alonso Allende, Alberto González.

- Productores y coproductores ejecutivos: Nuria Bueno, Jesús del Cerro, Manuel Ríos San Martín, Frida Torresblanco, Pedro García Ríos, César Vidal Gil, Mónica Martín-Grande, José Ramón Ayerra.

- Directores de casting: Luis San Narciso, Andrés Cuenca.

- Directores artísticos: Fernando González, Virginia Flores, Juana Mula.

## Audiencias
| Temporada | Temporada | Episodios          | Estreno                  | Final                   | Audiencia media | Audiencia media | Audiencia media |
| Temporada | Temporada | Episodios          | Estreno                  | Final                   | Espectadores    | Share           |                 |
| --------- | --------- | ------------------ | ------------------------ | ----------------------- | --------------- | --------------- | --------------- |
|           | 1         | 12                 | 25 de marzo de 1998      | 19 de junio de 1998     | 3 252 000       | 19,7%           |                 |
|           | 2         | 14                 | 16 de septiembre de 1998 | 16 de diciembre de 1998 | 3 912 000       | 23,3%           |                 |
|           | 3         | 14 + 1 especial    | 3 de marzo de 1999       | 2 de junio de 1999      | 4 210 000       | 25,5%           |                 |
|           | 4         | 15                 | 15 de septiembre de 1999 | 13 de diciembre de 1999 | 4 697 000       | 28,9%           |                 |
|           | 5         | 13                 | 17 de abril de 2000      | 12 de julio de 2000     | 3 964 000       | 23,8%           |                 |
|           | 6         | 13                 | 19 de septiembre de 2000 | 12 de diciembre de 2000 | 5 057 000       | 32,2%           |                 |
|           | 7         | 13                 | 17 de abril de 2001      | 10 de julio de 2001     | 4 100 000       | 27,9%           |                 |
|           | 8         | 14                 | 19 de septiembre de 2001 | 18 de diciembre de 2001 | 3 852 000       | 24,9%           |                 |
|           | 9         | 13                 | 23 de abril de 2002      | 16 de julio de 2002     | 2 709 000       | 18,0%           |                 |
| Total     | Total     | 121 + 1 especial** | 1998                     | 2002                    | 3 991 000       | 25,0%           |                 |

Fuente: 

## Sintonía
La canción "No te fallaré", compuesta por Daniel Sánchez de la Hera (el compositor de la serie) fue la sintonía en los 121 capítulos y el título de la película basada en ella. Estuvo interpretada en las primeras temporadas por el grupo Greta y los Garbo, que apareció como invitado en un capítulo.
Más tarde pasó a estar interpretada por otro grupo, Los lunes que quedan. Por otra parte el grupo madrileño Protones llegó a grabar una versión de la sintonía con letra en inglés y de título "I Won't Let You Down", que finalmente no fue aprobada, apareciendo posteriormente como cara B de su EP "Together Alone".
Coincidiendo con el cambio de pandilla, la canción experimentó algunos cambios en la letra, y pasó a estar cantada por el grupo Marte Menguante. Otras canciones de este grupo se utilizaron en la banda sonora de la serie en las dos últimas temporadas, especialmente un tema titulado "Tregua".
"No te fallaré" se convirtió en una especie de lema de la serie, siendo título de la película, del libro y de un capítulo, además de una frase repetida en numerosos capítulos de la serie por los distintos personajes. 
En el largometraje No te fallaré, Amaral interpretó la canción "Al final", compuesta por el compositor de la película , también Daniel Sánchez de la Hera. Eva Amaral, además, actuó en dos ocasiones en el bar de la serie, La escapada.

## Premios
1999
- Premio Ondas a la Mejor Serie Nacional.

- Premio de la Unión de Actores a la Mejor Actriz Protagonista de televisión (Beatriz Carvajal, Marisa Viñé).

- Nominada a Mejor ficción (serie de televisión) de Premios Iris (España) (Premio de la Academia de las Ciencias y las Artes de Televisión)

2000
- Premio TP de Oro a la Mejor Serie Nacional.

- Nominación al Premio TP de Oro a la Mejor Actriz (Eva Santolaria, Valle Bermejo).

- Nominada a Mejor ficción (serie de televisión) de Premios Iris (España) (Premio de la Academia de las Ciencias y las Artes de Televisión)

2001
- Premio TP de Oro a la Mejor Serie Nacional.

- Premio TP de Oro a la Mejor Actriz (Eva Santolaria, Valle Bermejo).

- Nominada a Mejor ficción (serie de televisión) de Premios Iris (España) (Premio de la Academia de las Ciencias y las Artes de Televisión)

- Nominación al Premio de la Academia de las Ciencias y las Artes de Televisión a la Mejor Interpretación Femenina (Tina Sáinz, Tere).

- Nominada a Premio Iris a la mejor interpretación masculina de Premios Iris (España) (Premio de la Academia de las Ciencias y las Artes de Televisión) a Antonio Hortelano (Joaquín Verdet "Quimi")

- Nominada a Premio Iris a la mejor interpretación femenina de Premios Iris (España) (Premio de la Academia de las Ciencias y las Artes de Televisión) a Eva Santolaria (Valle Bermejo Fuentes)

2002
- Nominación al Premio TP de Oro al Mejor Actor (David Janer, Martín Bermejo).

## Lugares de rodaje
Casi todos los exteriores de toda la historia de la serie se grabaron en Alcobendas y San Sebastián de los Reyes, Madrid. El plató de la serie estaba en los estudios de Antena Tres en la localidad de San Sebastián de los Reyes (Madrid). Pero además, las pandillas hicieron varios viajes, por lo que se rodaron tramas en otras ciudades españolas como Santiago de Compostela, Toledo, Valencia, y varios pueblos de La Rioja.
También se rodó en el Parque de Atracciones de Madrid, en la Warner y en distintas facultades de la capital en el capítulo en que la primera pandilla hacía la selectividad.
Además, se rodó en Guatemala el viaje de Alfredo, y en Cancún las escenas de su luna de miel con Lucía. También se rodó en Arenas de San Juan (Ciudad Real).